# Neon Zombie
Neon Zombie, vollständig als Neon Zombie – Das Magazin für phantastisches Kino und filmische Popkultur! bezeichnet, ist ein deutsches Filmmagazin im Printbereich, welches vor allem den Genres Horror, Science-Fiction und Fantasy gewidmet ist. Es erscheint seit Juni 2013. Herausgeber der Zeitschrift ist der Markus Haage Medienverlag mit Sitz in Schöningen.

## Hintergrund
Gegründet wurde das Magazin von Markus Haage, der auch als Herausgeber sowie Chefredakteur fungiert und das Magazin allein finanziert, produziert und vertreibt. Der anfängliche Selbstvertrieb wäre nach Aussage von Haage noch vor wenigen Jahren „vollkommen undenkbar“ gewesen und nur dank der digitalen Revolution, vor allem in Bezug auf die modernen Kommunikationsmittel, möglich.
Die Erstausgabe mit einer Startauflage von 2000 Exemplaren erschien am 6. Juni 2013 unter dem Titel „Der Zombie – Das Magazin für phantastische Filme und filmische Pop-Kultur“ und war bereits nach sechs Tagen ausverkauft. Das Magazin wurde über einen eigenen Online-Shop als auch über populäre Online-Handelsplätze, wie etwa Amazon Marketplace, vertrieben. Diese Erstausgabe konnte in der deutschsprachigen Bestseller-Liste sämtlicher Literaturwerke des Online-Händlers Amazon zeitweise gar auf Platz 23 steigen. Die Webpräsenz, auf der das Print-Magazin basierte, ging bereits im August 1999 online und existiert noch heute.
Aufgrund des frühen Erfolges wurde Herausgeber und Chefredakteur Haage im November 2013 zum Journalistentag NRW des Deutschen Journalisten-Verbandes zum Diskussionsthema Nischenjournalismus („Erfolg in der Nische“) eingeladen. Somit erhielt das ursprünglich angedachte Nischenmagazin bereits frühzeitig die Beachtung professioneller Vertreter der deutschen Medienlandschaft.
Bereits 2014 begann man das Format des Print-Magazins auf andere Medien zu übertragen. So wurden Mini-Versionen des Magazins produziert, die den Heimmedien-Veröffentlichungen populärer Genreklassiker beilagen und diese jeweils individuell inhaltlich behandelten. Hierzu gehören unter anderem DVD- und Blu-ray-Veröffentlichungen zu Filmen wie John Carpenters Sie leben von Studiocanal oder Sam Raimis Tanz der Teufel von Sony Pictures Entertainment.
Seit 2015 entsteht unter dem Titel „Video Wahnsinn! – Über den Untergang einer Kultur“ im Rahmen des Print-Magazins eine Dokumentation über die deutsche Videotheken-Kultur.
2017 begann man mit der Produktion einer eigenen Filmedition unter dem Titel „Unglaublich Phantastische Filme!“. Im Stile eines klassischen US-amerikanischen Comic-Covers der 1950er-Jahre wurden unterschiedliche Genrefilme mit neuen Extras veröffentlicht.
Im Januar 2018 erfolgte die Umbenennung in „Neon Zombie – Das Magazin für phantastisches Kino und filmische Popkultur!“. Die Eigenschreibweise von „phantastisch“ geht laut Herausgeber Haage auf die Historie des Fantasy-Genres und dem ursprünglichen Begriff für dieses, nämlich Phantastik, zurück. Die Seitenanzahl (ohne Werbung) umfasst derzeit 78 Seiten pro Ausgabe.
Großen Wert legt man auf die Kooperation mit unterschiedlichen Filmfestivals und Conventions. 2016 gehörte „Neon Zombie“ zu den Sponsoren und Förderern des Cinestrange-Filmfestivals in Braunschweig als auch des „Weekend of Hell“ (vormals „Weekend of Horrors“) in Oberhausen; einer Horror-Convention mit mehreren tausend Besuchern, für dieses man 2015 bereits eine Sonderausgabe erstellte.

## Inhalte
Inhaltlicher Schwerpunkt stellen Film- und Serienproduktionen des Phantastischen Kinos dar. Dies umfasst vor allem die Genres Horror, Science-Fiction und Fantasy. Es werden auch Kultklassiker anderer Genres oder genreübergreifende Filme, wie etwa Walter Hills Die Warriors, als Titelstory besprochen. Filme ab dem Kinojahr 1975 stehen im Vordergrund der Berichterstattung, da dieses Jahr durch die Veröffentlichung von Steven Spielbergs Der Weiße Hai als Zäsur insbesondere für das Phantastische Kino gilt.
Eine Besonderheit des Magazins sind die großen Retrospektiven, die einen Film oder eine Fernsehserie der Phantastik ausgiebig besprechen. Daneben widmet sich das Magazin auch filmhistorischen und soziokulturellen Themen aus dem Bereich des Films. Reportagen über Conventions, Events und Filmfestivals im In- und Ausland finden sich genauso wieder, wie Berichterstattungen über filmhistorische Ereignisse. Einen untergeordneten Bereich stellen hingegen klassische Filmkritiken dar, die im Print-Magazin oftmals Genreklassikern, B-Movies oder Kultfilmen gewidmet sind.
Zu den Autoren, die Beiträge für das Magazin verfasst haben, gehören unter anderem Drehbuch- und Romanautor Torsten Dewi und  Marcus Stiglegger, Vizepräsident der DEKRA Hochschule für Medien.

## Rezeption in anderen Medien
Bereits im Juli 2013 berichtete der Radiosender Flux Fm über die Produktion des Magazins in der niedersächsischen Provinz. Im März 2014 folgte eine Berichterstattung des NDRs im Rahmen der Fernsehsendung DAS!. Hinzu kamen weitere Berichte in Online- und Print-Medien.
Zoom – Das Magazin der Filmemacher schrieb, dass man sich nur wünschen kann, dass „auch dieses Magazin das Schicksal der namensgebenden Untoten teilt und immer wiederkehren wird“. Die Lokalzeitung Paderborn am Sonntag hielt fest, dass „das Grauen sich in diesem Fall nicht auf die Qualität, sondern den Inhalt bezieht“. Puls, eine Radiosendung des Bayerischen Rundfunks, bezeichnete das Print-Magazin als „eine Liebeserklärung an die Horror- und Action-Filme der 80er und 90er“, auch wenn einige Inhalte etwas redundant wirkten. In der Romanserie Perry Rhodan wurde das Print-Magazin mehrmals besprochen und den Leserinnen und Lesern in den sogenannten Club-Nachrichten empfohlen. So hieß es, dass das Magazin einen „frechen Stil“ eingebettet in eine „saugute Optik“ besäße und „liebevoll“ gemacht sei. Der Weblog Vollaufdiepresse.de behauptete gar, dass „der König aller Geeks Sheldon Cooper seine Freude daran hätte“ [sic!], während Nerdkino in ihrer YouTube-Sendung zum Fazit kam, dass „Neon Zombie“ ein „wunderbares Heft mit einer tollen, lockeren und dennoch informativen Schreibe und einem Keller voller Hintergrundinfos“ ist.